# Jonathan Joestar
Jonathan Joestar (ジョナサン・ジョースター, Jonasan Jōsutā) é um personagem fictício da série de manga JoJo's Bizarre Adventure, escrita e ilustrada por Hirohiko Araki. Jonathan é o protagonista principal do primeiro arco de história da série, Phantom Blood. Na Inglaterra dos fins do século 19, o jovem filho de um latifundiário abastado, Jonathan Joestar, conhece o seu novo irmão adotado Dio Brando, que o odeia e planeja usurpá-lo como o herdeiro da família Joestar. Quando as tentativas de Dio são impedidas por JoJo, ele transforma-se num vampiro com o uso de uma Máscara de Pedra antiga e destrói a propriedade Joestar. Jonathan embarca numa jornada, conhece novos aliados e especializa-se na técnica de Hamon (波紋, "ondulação") para parar Dio, que fez da dominação mundial o seu novo objetivo. Jonathan Joestar tinha 20 anos, 10 meses e 3 dias.

## Criação e desenvolvimento

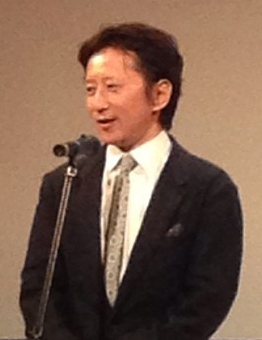
Hirohiko Araki teve problemas a escrever Jonathan devido à sua baixa popularidade.

O autor de manga Hirohiko Araki observou que devido ao formato semanal da série, a regressão inicial de Jonathan quando Dio tornou a vida feliz de Jonathan em dificuldades significava que o crescimento de Jonathan continuava negativo durante algumas semanas depois da estreia da série, levando a um sentimento negativo que Jonathan perde sempre. Araki implementou uma curva de crescimento parecida a Dio, apesar de que com ele cresce para o mal. Embora seguindo a regra do herói sempre a progredir, Araki decidiu contornar a regra e ter Jonathan morrer para salvar a sua esposa e filho: ele reconheceu que morrer era o mais negativo até onde um herói podia ir, e considerou impensável fazer tal coisa num manga shonen, mas disse que desde que ele queria passar a linhagem Joestar, ele precisava que Jonathan morresse, e que o seu sangue e espírito passassem para Joseph, o protagonista de Battle Tendency, a segunda parte da série. Enquanto o considerou um risco, ele chamou esta passagem da tocha um positivo que permite o negativo extremo de matar o primeiro protagonista.
Jonathan e Dio, o protagonista e antagonista, foram criados com a dualidade de luz e sombra em mente, com a intenção de os ter a contrastar entre si: Dio era representado como a personificação do mal, e Jonathan como "fundamentalmente virtuoso" e justo. Araki também deu uso do preto e branco na sua arte para contrastar ainda mais os dois. Jonathan estava designado a ser o símbolo para a história e cenário, algo que Araki continuaria a fazer com protagonistas posteriores na série. Porque Araki queria que a série seguisse com novas personagens na família Joestar, Jonathan foi especialmente escrito como o "primeiro Joestar" que iria funcionar como um símbolo de pureza e dignidade, e não como uma personagem única. Isto limitou o que Jonathan podia fazer; em retrospetiva, Araki considerou-o passivo e "um pouco aborrecido". A transformação física de Jonathan durante o salto de sete anos foi feita com a sua futura batalha com Dio em mente e inspirada nos atores musculados populares da época, como Arnold Scwarzenegger e Sylvester Stallone. Fã de manga de karaté em criança, Araki também queria que JoJo irradiasse uma aura de força como em Karate Baka Ichidai, levando a que a personagem aprendesse a técnica supernatural de Hamon.
Criando a história geracional do manga, Araki pensou muito acerca da morte e do legado que as pessoas deixam para trás nas suas vidas para os descendentes, depois da morte do seu avô. Ele inspirou-se na série televisiva americana Roots: The Saga of an American Family, e no romance East of Eden. Roots segue a vida de um escravo afro-americano Kunta Kinte e os seus descendentes, que enquanto via, Araki começou a ver como a história de família no coração ao invés de uma sobre escravidão e discriminação racial. A história de East of Eden centra-se à volta do destino entrelaçado e rivalidade entre duas famílias, enquanto passam a tocha aos seus descendentes. Ele gostava bastante de histórias que podiam trocar o seu protagonista e continuarem boas. Isto influenciou a decisão de Araki de ultimamente matar Jonathan Joestar e escrever uma história geracional ao invés de se concentrar num só protagonista, passando o seu "Espírito" aos seus descendentes.

## Participações
O protagonista de Phantom Blood, Jonathan é o filho de George Joestar I que carrega o seu apelido com orgulho enquanto se esforça para ser um cavalheiro que nunca trai o seu código de honra e defende os que precisam mesmo quando com uma grande desvantagem. Ele é uma pessoa entusiasmada, ele quer ser o melhor em tudo que faz, quer seja lutar ou mesmo maneiras à mesa. A vida de Jonathan torna-se numa de miséria quando Dio Brando é adotado por George, eventualmente resultando na morte do seu pai visto que Dio procurava matar ambos. Isto motiva Jonathan a aprender a usar a energia Hamon do Will A. Zeppeli para acertar as contas com Dio, embora o seu poder aumente drasticamente mais tarde quando um Zeppeli moribundo transfere o que resta de Hamon nele. Embora Jonathan derrote Dio e se case com o seu amor de infância, Erina Pendleton, que tem o seu filho George Joestar II, todavia ele é fatalmente ferido pela cabeça cortada de Dio durante uma tentativa de lhe ficar com o corpo. Jonathan ultimamente morre das suas feridas, mas não antes de ferir ainda o já fraco Dio e usar o seu Hamon para causar uma explosão no navio onde eles e Erina estavam a viajar, com Jonathan a persuadir com sucesso Erina a escapar com uma criança feita órfã pelos zombies de Dio, usando o caixão de Dio como um barco improvisado.
Apesar da sua morte, Jonathan mesmo assim tem uma influência em quase toda a totalidade da série depois; isto é mais notório em Stardust Crusaders, onde é revelado que Dio conseguiu remover a cabeça de Jonathan e ficar com o corpo dele como o seu. Perante o seu retorno, Dio desperta o seu Stand, porém fazê-lo tão diretamente despertou um dentro do corpo de Jonathan e indiretamente despertou Stands dentro dos descendentes de Jonathan, o que por sua vez determina o enredo da Parte. No entanto, o esforço final de Jonathan não foi em vão, visto que enfraqueceu Dio ao ponto de ele precisar de sangue de um descendente Joestar para tanto fundir completamente com o corpo de Jonathan como para ganhar controlo do seu respetivo Stand .
Em adição a Stardust Crusaders, a influência de Jonathan está presente, contudo muito subtil, nas outras três Partes. Em Battle Tendency, o significativamente potente Hamon resulta em que o seu neto Joseph não só herde a sua habilidade de usar Hamon, mas também herde uma aptidão inerente para o mesmo. A órfã que Jonathan pediu a Erina para salvar é revelada ser Elizabeth "Lisa Lisa" Joestar, que se tornou a mulher do seu falecido filho George II, a mãe de Joseph, e uma especialista em Hamon. Em Vento Aureo, é revelado que Jonathan é o pai biológico do protagonista dessa Parte, Giorno Giovanna, devido à impregnação de uma mulher japonesa algum tempo após o seu retorno. Em Stone Ocean, três antagonistas utilizadores de Stand (Donatello Versus, Rikiel, e Ungalo) são revelados também serem os filhos biológicos de Jonathan, embora com personalidades que são baseadas em facetas específicas da personalidade de Dio e carecem de qualquer influência da personalidade de Jonathan. Além disso, um dos ossos de Jonathan é um seguro integral para o desejo de Dio de "alcançar o Céu".

## Recepção
A resposta crítica à personagem de Jonathan era mista. Os leitores de Weekly Shōnen Jump foram críticos dos primeiros capítulos, achando Jonathan desagradável visto que ele continuava a perder contra o Dio nessa altura. Claire Napier de ComicsAlliance foi crítica quanto ao romance de Jonathan com a sua namorada visto que ela era mais proeminente na narrativa para tornar a personagem mais poderosa para combater Dio. Napier considerou que Araki sabia pouco sobre escrever uma personagem feminina realista e só a usava como um aparelho de enredo para o desenvolvimento do enredo. Apesar das críticas pesadas no que toca à Parte 1, Napier adicionou "Eu gostei quando o Jonathan incendiou as luvas para bater no Dio. É isso. É a minha defesa completa." Rebecca Silverman de Anime News Network descreveu Jonathan como "não só o pré-adolescente mais robusto do mundo, mas também o mais querido, e nunca tendo antes sido confrontado com tanta crueldade, ele não sabe o que fazer" e vê-lo como uma personagem mais fraca que o vilão Dio. Similarmente, Otaku USA disse que apesar da sua inocência, Jonathan era uma personagem "branda e passiva" devido ao quão fraco ele foi escrito quando lidava com Dio. Rice Digital referiu-se ao retrato de Jonathan como "coisas iniciais de herói de anime ligeiramente genérico" durante os primeiros capítulos do manga. Em retrospetiva, Comic Book Resources vê Jonathan como "sobrevalorizado" e ao mesmo tempo o melhor protagonista das séries de Araki. Silverman considerou positivo a grande diferença entre o protagonista Joseph do Jonathan da Parte 1 devido à personalidade convencida de Jonathan. Kotaku descreveu Joseph como uma personagem principal melhor que Jonathan pela sua demonstração de inteligência quando a confrontar antagonistas.
Kory Cerjak do The Fandom Post ainda gostou da rivalidade entre as duas personagens apesar da simplicidade por detrás dela. Takato de Manga-News também sentiu que a rivalidade entre Jonathan e Dio era admirada baseado nas suas origens diferentes que levaram às suas próprias caracterizações. Silverman elogiou o crescimento que Jonathan tem com os seus poderes à medida que ele se torna uma figura mais heroica quando lida com o seu inimigo, com o apelo sendo algo que influenciou mangas futuros em retrospetiva. CGMagazine Online dizendo que a rivalidade de Jonathan e Dio é a principal atração da Parte 1, contudo o último aparece como "ponto alto". No que toca a Jonathan, o crítico comentou que enquanto Jonathan é inicialmente visto como o herói típico de um manga shonen, o seu crescimento até um cavalheiro tornou-o mais amável. Como resultado, ele gostou de como Jonathan acaba por embaraçar o seu rival na história. Anime UK News nota que os fãs da série frequentemente acham Jonathan o pior protagonista da série, citando múltiplas características "fracas". Contudo, Anime UK News sentiu que Jonathan era o único protagonista no manga inteiro que passa por um arco de personagem e por isso ganha mais compaixão do espectador na sua luta final com Dio.
Para a abertura do anime, "Sono chi no Sadame" Billboard disse que eles "quase que sentiram a paixão e ambição que Jonathan tinha na sua luta com luta através da música."